# The Book of Fish
Pour plus de détails, voir Fiche technique et Distribution.
The Book of Fish (hangeul : 자산어보 ; RR : Jasaneobo) est un film historique sud-coréen en noir et blanc réalisé par Lee Joon-ik et sorti en 2021 en Corée du Sud. Il relate les échanges conversationnels entre un érudit exilé de l'ère Joseon et un pêcheur, et de l'écriture d'un ouvrage en résultant.
Il totalise environ 340 000 entrées au box-office sud-coréen de 2021 et remporte le Grand Prix à la 57e cérémonie des Baeksang Arts Awards, ainsi que 20 autres récompenses à travers le monde.

## Synopsis
En 1801, durant l'ère Joseon, l'érudit Jeong Yak-jeon (1758–1816) (Seol Kyeong-gu) est exilé sur l'île de Heuksando (en) pendant la persécution catholique de 1801 (en) sous le règne du roi Sunjo. Là, il écrit une encyclopédie de poissons et plantes aquatiques intitulée Jasaneobo et converse avec un jeune pêcheur conservateur et désireux d'apprendre nommé Chang-dae (Byeon Yo-han (en)).

## Fiche technique
- Titre original : 자산어보
- Titre international : The Book of Fish
- Réalisation : Lee Joon-ik
- Scénario : Kim Se-gyeom
- Photographie : Lee Eui-tae
- Musique : Bang Jeon-seok (en)
- Montage : Kim Jeong-heon
- Société de production : Cineworld
- Société de distribution : Megabox Plus M (en) et M-Line Distribution
- Pays d'origine :  Corée du Sud
- Langue originale : coréen
- Format : noir et blanc
- Genre : film historique
- Durée : 126 minutes
- Date de sortie :
  -  Corée du Sud : 31 mars 2021
  -  Argentine : 6 septembre 2021
  -  Japon : 19 novembre 2021
  -  Taïwan : 11 mars 2022

## Distribution
- Seol Kyeong-gu : Jeong Yak-jeon
- Byeon Yo-han (en) : Jang Chang-dae
- Lee Jeong-eun : la femme originaire de Gageo
- Min Do-hee : Bok-rye
- Cha Soon-bae : Poong-heon
- Kang Ki-young : Lee Kang-hwe
- Dong Bang-woo : le magistrat de Naju
- Jeong Jin-young (en) : le roi Jeongjo
- Kim Eui-sung : le fonctionnaire Jang
- Bang Eun-jin : la mère de Chang-dae
- Ryoo Seung-ryong : Jeong Yak-yong
- Jo Woo-jin : Byeol-jang[2]
- Choi Won-young (en) : Jeong Yak-jong (en)
- Yoon Kyeong-ho (en) : Moon Soon-deuk
- Jo Seung-yeon : Yi Byeok

## Production
The Book of Fish est un film en noir et blanc, un style qui revient en force en Corée du Sud.

### Tournage
Le tournage s'est terminé le 15 novembre 2019.

## Sortie
Le film est sorti en salles le 31 mars 2021, distribué par Megabox.
The Book of Fish est à l'affiche de la 20e édition du New York Asian Film Festival (en) dans la catégorie Standouts  et projeté au Lincoln Center et au SVA Theatre,. Il est également sélectionné dans la catégorie Korean Cinema Today - Panorama Section au 26e Festival international du film de Busan, ainsi qu'au 10e Festival du film coréen de Francfort. Le 6 mai 2022, il est projeté au Habitat International Film Festival (HIFF) de New Delhi.
En 2022, il a été sélectionné comme l'un des films de l'exposition spéciale « Seol Kyeong-gu, l'acteur » au 26e Festival international du film fantastique de Puchon.

## Réception

### Box-office
Le film sort le 31 mars 2021 sur 1 250 écrans. Il est premier du box-office coréen avec 54 000 spectateurs le week-end, portant son nombre total d'entrées à 255 000 la deuxième semaine de sa sortie.
Selon les données du Conseil du film coréen, il est le 14e plus grand succès coréen de 2021, avec des recettes de 2,71 millions $ et 342 540 entrées au 11 décembre 2021

### Critiques
Sur Naver Movie Database, le film obtient un taux d'approbation de 9,11 sur la base des avis de spectateurs.
Kim Boram  écrit que le film maintient l'intérêt des spectateurs avec un ton non sérieux. Il estime que le magnifique paysage de l'île de Heuksando (en) rend le visionnement agréable et salue les prestations de Seol Kyeong-gu en tant qu'érudit à l'esprit ouvert et de Byeon Yo-han (en) dans le rôle de Chang-dae, un pêcheur jeune mais conservateur. En conclusion de la critique, Boram déclare : « La photographie en noir et blanc donne au film l'impression d'être une peinture à l'encre de la dynastie Joseon, [...] et les spectateurs ont même le sentiment que la couleur n'est pas vraiment importante dans le scénario et la prestation des acteurs ».

## Prix et nominations
| Année | Prix                                      | Catégorie                                 | Récipiendaire              | Issue      | Ref.   |
| ----- | ----------------------------------------- | ----------------------------------------- | -------------------------- | ---------- | ------ |
| 2021  | 57ème Baeksang Arts Awards                | Grand Prix                                | Lee Joon-ik                | Lauréat    | [ 1 ]  |
| 2021  | 57ème Baeksang Arts Awards                | Meilleur film                             | The Book of Fish           | Nomination | ,      |
| 2021  | 57ème Baeksang Arts Awards                | Meilleur réalisateur                      | Lee Joon-ik                | Nomination | ,      |
| 2021  | 57ème Baeksang Arts Awards                | Meilleur acteur                           | Byeon Yo-han (en)          | Nomination | ,      |
| 2021  | 57ème Baeksang Arts Awards                | Meilleur acteur                           | Seol Kyeong-gu             | Nomination | ,      |
| 2021  | 57ème Baeksang Arts Awards                | Meilleur scénario                         | Kim Se-kyeom               | Nomination | ,      |
| 2021  | 57ème Baeksang Arts Awards                | Meilleure photographie                    | Lee Eui-tae                | Nomination | ,      |
| 2021  | Chunsa Film Art Awards                    | Meilleur réalisateur                      | Lee Joon-ik                | Nomination | [ 18 ] |
| 2021  | Chunsa Film Art Awards                    | Meilleur acteur                           | Seol Kyeong-gu             | Nomination | [ 18 ] |
| 2021  | Chunsa Film Art Awards                    | Meilleur scénario                         | Kim Se-gyeom               | Nomination | [ 18 ] |
| 2021  | 30ème Buil Film Awards                    | Meilleur film                             | The Book of Fish           | Nomination | ,      |
| 2021  | 30ème Buil Film Awards                    | Meilleur réalisateur                      | Lee Joon-ik                | Lauréat    | ,      |
| 2021  | 30ème Buil Film Awards                    | Meilleur acteur                           | Byeon Yo-han               | Nomination | ,      |
| 2021  | 30ème Buil Film Awards                    | Meilleur acteur                           | Seol Kyeong-gu             | Nomination | ,      |
| 2021  | 30ème Buil Film Awards                    | Meilleur acteur dans un rôle secondaire   | Jo Woo-jin                 | Nomination | ,      |
| 2021  | 30ème Buil Film Awards                    | Meilleure actrice dans un rôle secondaire | Lee Jeong-eun              | Nomination | ,      |
| 2021  | 30ème Buil Film Awards                    | Meilleur scénario                         | Kim Se-gyeom               | Nomination | ,      |
| 2021  | 30ème Buil Film Awards                    | Meilleure photographie                    | Lee Eui-tae                | Nomination | ,      |
| 2021  | 30ème Buil Film Awards                    | Meilleure direction technique/artistique  | Lee Jae-Seong              | Nomination | ,      |
| 2021  | 15e Asian Film Awards                     | Meilleur film                             | The Book of Fish           | Nomination | [ 21 ] |
| 2021  | 15e Asian Film Awards                     | Meilleur réalisateur                      | Lee Joon-ik                | Nomination | [ 21 ] |
| 2021  | 15e Asian Film Awards                     | Meilleurs costumes                        | Shim Hyeon-seob            | Nomination | [ 21 ] |
| 2021  | 15e Asian Film Awards                     | Meilleure direction artistique            | Lee Jae-Seong              | Nomination | [ 21 ] |
| 2021  | 42e Blue Dragon Film Awards               | Meilleur film                             | The Book of Fish           | Nomination | ,      |
| 2021  | 42e Blue Dragon Film Awards               | Meilleur réalisateur                      | Lee Joon-ik                | Nomination | ,      |
| 2021  | 42e Blue Dragon Film Awards               | Meilleur acteur                           | Seol Kyeong-gu             | Lauréat    | ,      |
| 2021  | 42e Blue Dragon Film Awards               | Meilleur acteur                           | Byeon Yo-han               | Nomination | ,      |
| 2021  | 42e Blue Dragon Film Awards               | Meilleur scénario                         | Kim Se-gyeom               | Lauréat    | ,      |
| 2021  | 42e Blue Dragon Film Awards               | Meilleure photographie                    | Lee Eui-tae                | Lauréat    | ,      |
| 2021  | 42e Blue Dragon Film Awards               | Meilleur montage                          | Kim Jeong-hun              | Lauréat    | ,      |
| 2021  | 42e Blue Dragon Film Awards               | Meilleure musique                         | Bang Jeon-seok (en)        | Lauréat    | ,      |
| 2021  | 42e Blue Dragon Film Awards               | Meilleure direction technique             | Shim Hyeon-seob (costumes) | Nomination | ,      |
| 2021  | 42e Blue Dragon Film Awards               | Meilleure direction artistique            | Lee Jae-Seong              | Nomination | ,      |
| 2021  | Korean Association of Film Critics Awards | Meilleur film                             | The Book of Fish           | Lauréat    | [ 25 ] |
| 2021  | Korean Association of Film Critics Awards | Meilleur acteur                           | Seol Kyeong-gu             | Lauréat    | [ 25 ] |
| 2021  | Korean Association of Film Critics Awards | Meilleur scénario                         | Kim Se-gyeom               | Lauréat    | [ 25 ] |
| 2021  | Korean Association of Film Critics Awards | Prix FIPRESCI                             | Lee Jeon-ik                | Lauréat    | [ 25 ] |
| 2021  | 41e Golden Cinematography Awards          | Meilleur acteur                           | Seol Kyeong-gu             | Lauréat    | ,      |
| 2021  | 41e Golden Cinematography Awards          | Meilleur film                             | The Book of Fish           | Lauréat    | ,      |
| 2021  | 41e Golden Cinematography Awards          | Meilleur réalisateur                      | Lee Joon-ik                | Lauréat    | ,      |
| 2021  | 41e Golden Cinematography Awards          | Meilleur photographie                     | Lee Eui-tae                | Lauréat    | ,      |
| 2021  | 41e Golden Cinematography Awards          | Meilleure nouvelle actrice                | Min Do-hee                 | Lauréat    | ,      |
| 2021  | 8e Korean Film Writers Association Awards | Meilleur réalisateur                      | Lee Joon-ik                | Lauréat    | [ 28 ] |
| 2021  | 8e Korean Film Writers Association Awards | Meilleur acteur                           | Seol Kyeong-gu             | Lauréat    | [ 28 ] |
| 2021  | 8e Korean Film Writers Association Awards | Meilleure musique                         | Bang Jeon-seok             | Lauréat    | [ 28 ] |
| 2021  | Pusan Film Critics Awards                 | Meilleur acteur                           | Byeon Yo-han               | Lauréat    | [ 29 ] |
| 2022  | Director's Cut Awards                     | Meilleur réalisateur                      | Lee Joon-ik                | Lauréat    | [ 30 ] |
| 2022  | Director's Cut Awards                     | Meilleur scénario                         | Kim Se-gyeom               | Lauréat    | [ 30 ] |